# خميس الرميحي
خميس حمد محمد الرميحي (18 مارس 1955

) وسياسي بحريني.

## السيرة
ولد الرميحي في قرية جو في 18 مارس 1955. حصل على ليسانس آداب عام 1986.
عمل في شئون الجمارك والموانئ من عام 1973 وتقاعد عن العمل بوظيفة رئيس الشئون الإدارية والموظفين في عام 2003. عمل مختارا لقرية جو من 2001 إلى 2002.
في انتخابات مجلس النواب لعام 2006 فاز بمقعد الدائرة الخامسة في محافظة الجنوبية من جولة الإعادة بعدما جمع 423 صوت ما نسبته 52.29%. وفي انتخابات عام 2010 فاز بمقعد الدائرة بالتزكية بعد انسحاب جميع منافسيه.